# Sylvia
|  | Per a altres significats, vegeu «Sylvia (ballet)». |

Sylvia és un gènere d'ocells de la família dels sílvids (Sylviidae) que reben popularment els noms de tallarol, busquereta, buixquereta, busqueret o busquera. Segons la classificació del Congrés Ornitològic Internacional (versió 11.1, 2021) aquest gènere conté 7 espècies:
- tallarol de casquet (Sylvia atricapilla).
- tallarol gros (Sylvia borin).
- tallarol de Príncipe (Sylvia dohrni).
- tallarol espectral (Sylvia galinieri).
- tallarol encaputxat (Sylvia nigricapillus).
- tallarol d'Abissínia (Sylvia abyssinica).
- tallarol del Rwenzori (Sylvia atriceps).

Moltes altres espècies de tallarols i tallaretes es consideren actualment que pertanyen al gènere Curruca.